# Moissieu-sur-Dolon
Moissieu-sur-Dolon est une commune française située dans le département de l'Isère en région Auvergne-Rhône-Alpes.
Ses habitants sont dénommés les Moissieurois.

## Géographie

### Situation et description
Moissieu-sur-Dolon est situé sur le flanc du plateau de Bonnevaux et fait face au plateau de Chambaran dont il est séparé par une ancienne vallée glaciaire (Bièvre-Valloire) qui a subi trois glaciations successives. Du village par temps clair, on peut admirer les Préalpes, la chaîne de Belledonne et avec un peu de chance, le dôme immaculé du mont Blanc.
Le village bourg central est distant de 60 km de Lyon, de Vienne à 25 km, de Grenoble à 70 km, de Bourgoin-Jallieu à 50 km et de Beaurepaire à moins de 10 km, agglomération la plus proche.

### Climat
Pour des articles plus généraux, voir Climat d'Auvergne-Rhône-Alpes et Climat de l'Isère.
En 2010, le climat de la commune est de type climat océanique altéré, selon une étude du Centre national de la recherche scientifique s'appuyant sur une série de données couvrant la période 1971-2000. En 2020, Météo-France publie une typologie des climats de la France métropolitaine dans laquelle la commune est dans une zone de transition entre le climat semi-continental et le climat de montagne et est dans la région climatique  Moyenne vallée du Rhône, caractérisée par un bon ensoleillement en été (fraction d’insolation > 60 %), une forte amplitude thermique annuelle (4 à 20 °C), un air sec en toutes saisons, orageux en été, des vents forts (mistral), une pluviométrie élevée en automne (250 à 300 mm). 
Pour la période 1971-2000, la température annuelle moyenne est de 11,5 °C, avec une amplitude thermique annuelle de 17,9 °C. Le cumul annuel moyen de précipitations est de 969 mm, avec 8,9 jours de précipitations en janvier et 6,3 jours en juillet. Pour la période 1991-2020, la température moyenne annuelle observée sur la station météorologique de Météo-France la plus proche, « Reventin », sur la commune de Reventin-Vaugris à 15 km à vol d'oiseau, est de 12,9 °C et le cumul annuel moyen de précipitations est de 775,7 mm,. Pour l'avenir, les paramètres climatiques de la commune estimés pour 2050 selon différents scénarios d'émission de gaz à effet de serre sont consultables sur un site dédié publié par Météo-France en novembre 2022.

### Hydrographie
Le Dolon, rivière d'une longueur de 33,5 km s'écoule au sud du territoire communal, selon un axe est-ouest avant de rejoindre le Rhône au niveau de la commune de Chanas. Il est rejoint par un de ses affluents, la Sanne qui longe le nord et l'est du territoire communal.

### Voies de communication

#### Voies routières
Le territoire communal est essentiellement traversé par la route départementales 46 (RD46), 51 (RD51) et 134 (RD134).

#### Voies ferrées
L'est du territoire commune est traversé par la ligne LGV Rhône-Alpes mise en service en 1994 et qui assure le contournement de l'agglomération lyonnaise par l'est avant de rejoindre la gare de gare de Valence TGV.
La gare ferroviaire la proche est la gare du Péage-de-Roussillon, située sur la ligne de Paris-Lyon à Marseille-Saint-Charles, desservie par les trains des réseaux TER Auvergne-Rhône-Alpes.

## Urbanisme

### Typologie
Au 1er janvier 2024, Moissieu-sur-Dolon est catégorisée commune rurale à habitat dispersé, selon la nouvelle grille communale de densité à sept niveaux définie par l'Insee en 2022.
Elle est située hors unité urbaine et hors attraction des villes,.

### Occupation des sols
L'occupation des sols de la commune, telle qu'elle ressort de la base de données européenne d’occupation biophysique des sols Corine Land Cover (CLC), est marquée par l'importance des territoires agricoles (63,4 % en 2018), en augmentation par rapport à 1990 (60,7 %). La répartition détaillée en 2018 est la suivante : 
forêts (26,9 %), zones agricoles hétérogènes (26,1 %), terres arables (23 %), prairies (14,4 %), milieux à végétation arbustive et/ou herbacée (7,1 %), zones urbanisées (2,5 %). L'évolution de l’occupation des sols de la commune et de ses infrastructures peut être observée sur les différentes représentations cartographiques du territoire : la carte de Cassini (XVIIIe siècle), la carte d'état-major (1820-1866) et les cartes ou photos aériennes de l'IGN pour la période actuelle (1950 à aujourd'hui).

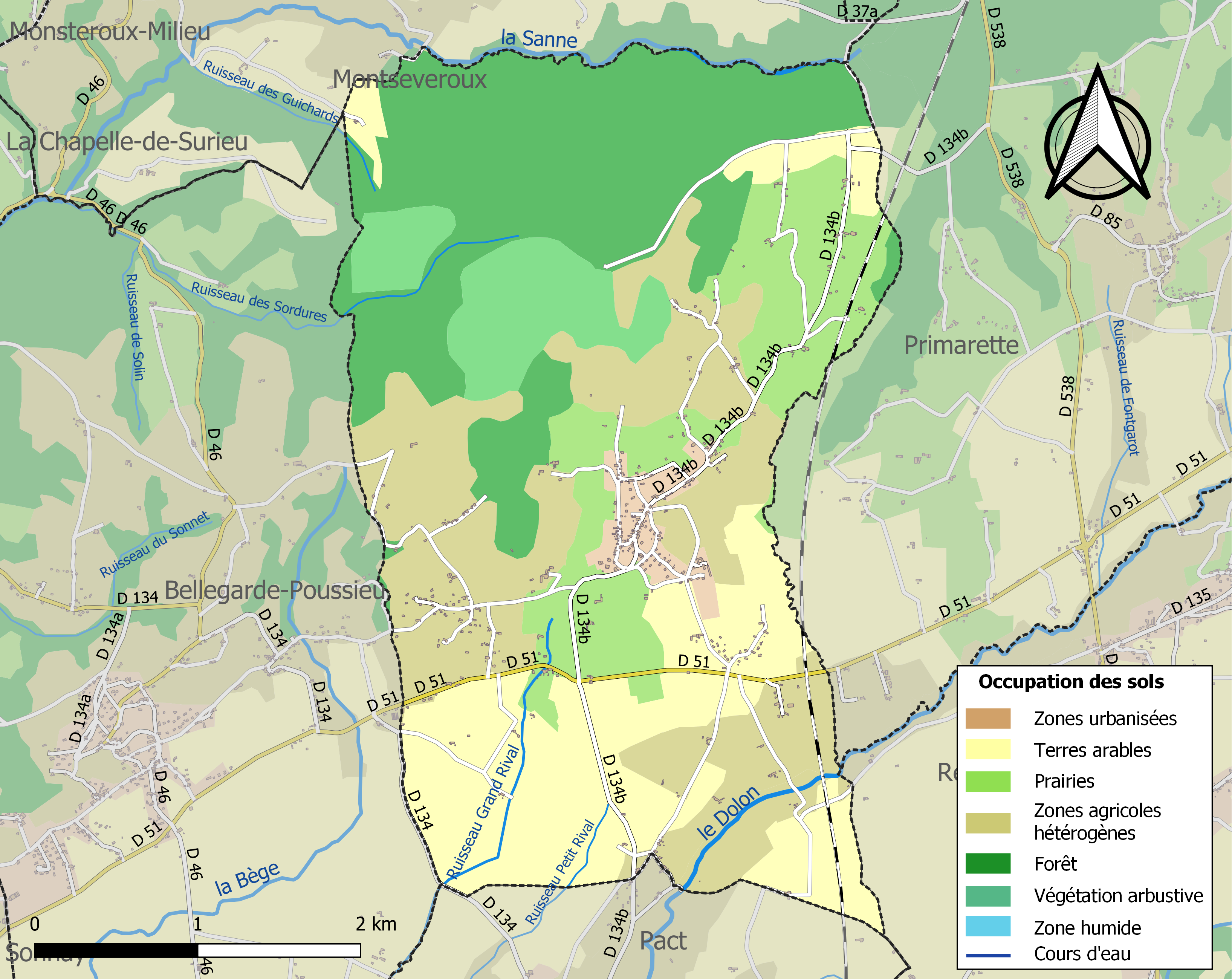
Carte des infrastructures et de l'occupation des sols de la commune en 2018 (CLC).

### Risques naturels et technologiques

#### Risques sismiques
L'ensemble du territoire de la commune de Moissieu-sur-Dolon est situé en zone de sismicité no 3, comme la plupart des communes de son secteur géographique.
| Type de zone | Niveau            | Définitions (bâtiment à risque normal) |
| ------------ | ----------------- | -------------------------------------- |
| Zone 3       | Sismicité modérée | accélération = 1,1 m/s2                |

## Histoire

### Préhistoire et Antiquité
Ancienne paroisse, Moissieu était une commune iséroise créée en 1790 par division de l'ancienne communauté de Moissieu-et-Pact. Elle a pris son nom actuel en 1924.

## Politique et administration

### Liste des maires
| Période                                  | Période  | Identité         | Étiquette | Qualité  |
| ---------------------------------------- | -------- | ---------------- | --------- | -------- |
| avant 1988                               | ?        | Norbert Mazaud   | PCF       |          |
| mars 2001                                | 2020     | Christian Fanjat | SE        | Retraité |
| 2020                                     | En cours | Gilbert Manin    |           |          |
| Les données manquantes sont à compléter. |          |                  |           |          |

## Population et société

### Démographie
L'évolution du nombre d'habitants est connue à travers les recensements de la population effectués dans la commune depuis 1793. Pour les communes de moins de 10 000 habitants, une enquête de recensement portant sur toute la population est réalisée tous les cinq ans, les populations de référence des années intermédiaires étant quant à elles estimées par interpolation ou extrapolation. Pour la commune, le premier recensement exhaustif entrant dans le cadre du nouveau dispositif a été réalisé en 2004.

En 2022, la commune comptait 721 habitants, en évolution de +4,19 % par rapport à 2016 (Isère : +3,07 %, France hors Mayotte : +2,11 %).
| 1793 | 1800 | 1806 | 1821 | 1831 | 1836 | 1841 | 1846 | 1851 |
| ---- | ---- | ---- | ---- | ---- | ---- | ---- | ---- | ---- |
| 487  | 525  | 552  | 635  | 610  | 593  | 605  | 587  | 605  |

| 1856 | 1861 | 1866 | 1872 | 1876 | 1881 | 1886 | 1891 | 1896 |
| ---- | ---- | ---- | ---- | ---- | ---- | ---- | ---- | ---- |
| 606  | 651  | 642  | 599  | 612  | 566  | 568  | 551  | 529  |

| 1901 | 1906 | 1911 | 1921 | 1926 | 1931 | 1936 | 1946 | 1954 |
| ---- | ---- | ---- | ---- | ---- | ---- | ---- | ---- | ---- |
| 560  | 546  | 506  | 445  | 472  | 452  | 434  | 387  | 396  |

| 1962 | 1968 | 1975 | 1982 | 1990 | 1999 | 2004 | 2006 | 2009 |
| ---- | ---- | ---- | ---- | ---- | ---- | ---- | ---- | ---- |
| 387  | 372  | 369  | 407  | 481  | 500  | 625  | 675  | 688  |

| 2014 | 2019 | 2022 | - | - | - | - | - | - |
| ---- | ---- | ---- | - | - | - | - | - | - |
| 699  | 738  | 721  | - | - | - | - | - | - |

### Enseignement
La commune est rattachée à l'académie de Grenoble.

### Médias
Historiquement, le quotidien à grand tirage Le Dauphiné libéré consacre, chaque jour, y compris le dimanche, dans son édition du Nord-Isère, un ou plusieurs articles à l'actualité du canton et quelquefois de la commune, ainsi que des informations sur les éventuelles manifestations locales, les travaux routiers, et autres événements divers à caractère local.

### Cultes
La communauté catholique de Moissieu-sur-Dolon et son église (propriété de la commune) relève de la paroisse Paroisse Saint Benoît du pays de Beaurepaire qui regroupe treize églises de la région. Cette paroisse dont le siège (maison paroissiale) se situe à Beaurepaire, est rattachée au Diocèse de Grenoble-Vienne.

### Activités de loisirs
Depuis une dizaine d'années, tous les premiers dimanches du mois d'avril a lieu "La marche de Moissieu-sur-Dolon". 
Trois parcours sont proposés, 5 km, 10 km et 15 km (ravitaillement à mi-parcours), qui permettent de découvrir les beautés naturelles des prés et bois de ce petit village bucolique. 
Pour profiter d'un moment convivial supplémentaire, prolongez votre journée en dégustant sur place le repas proposé par les organisateurs.

## Culture et patrimoine

### Lieux et monuments

#### Château de Bresson
Le château de Bresson, de style Renaissance, construit  au début du XVIe siècle sur les vestiges d'une ancienne maison forte du XVe siècle, est inscrit partiellement par arrêté du 4 juillet 1972 au titre des monuments historiques à protection des façades et des toitures, de l'escalier intérieur et du jardin en terrasse. La façade sud s'ouvre sur un jardin à la française en terrasses comportant un labyrinthe de charmilles et un cadran solaire. Le château, propriété du comte de Luzy de Pélissac, est ouvert à la visite du 1er juin au 30 septembre sur rendez vous (sa visite est également possible lors  des journées du patrimoines ainsi que pour certains événements).

#### L'église Saint-DidierXIXe
L'ancienne église Saint-Didier était située au siècle dernier dans le cimetière.

#### Le château (ou maison forte) de Moissieu
Construit sur les restes de la maison forte de Moissieu sur Dolon ayant appartenu à la famille Sicard, elle prend la dénomination de Château de Moissieu à la suite du rachat de la maison forte par Alexandre de Luzy de Pelissac en 1821 qui va y construire la grosse maison bourgeoise au milieu du XIXe siècle et lui donner, ainsi, ce nom de Château de Moissieu au regard du Château de Bresson situé en contrebas, appartenant, alors, à son cousin. Son fils Gabriel de Luzy de Pélissac le cédera à son cousin Roger en échange du Château de Bresson en 1921, afin que celui ci  berceau historique de la famille Luzy de Pélissac à Moissieu ne soit pas vendu. Ce lieu, depuis passé entre les mains de plusieurs propriétaires, est aujourd'hui appelé domaine de la Colombière, il est reconverti en hôtel-restaurant.